# Mutter Johanna von den Engeln
Mutter Johanna von den Engeln (poln.: Matka Joanna od Aniołów) ist eine Erzählung des polnischen Schriftstellers Jarosław Iwaszkiewicz. Er stellte sie 1942 fertig und veröffentlichte sie zum ersten Mal im Jahr 1946.

## Handlung
Der Priester Suryn hat den Auftrag bekommen, in ein entlegenes Dorf in der polnischen Provinz zu reisen, um die dort in einem Kloster lebenden Nonnen von ihrer Besessenheit zu heilen. Bereits vor ihm wurden andere Exorzisten in das Dorf entsandt, die allerdings alle erfolglos blieben. Im Dorf angekommen stellt er fest, dass die Ursache für die kollektive Besessenheit der Nonnen in deren Vorsteherin Mutter Johanna von den Engeln zu suchen ist. Deshalb konzentriert er sich in seinen Exorzismen immer mehr auf sie, zugleich beginnt sie eine immer stärkere Faszination auf ihn auszuüben. Zwischen den beiden entsteht eine ungewöhnliche spirituelle Liebesbeziehung. Doch mit der Zeit verzweifelt Suryn immer mehr, da alle seine Versuche, Mutter Johanna zu heilen, scheitern. Schließlich tötet er zwei unschuldige Knappen in dem Glauben, dadurch das Böse, das von Mutter Johanna Besitz ergriffen hat, auf sich nehmen und die Klostervorsteherin erlösen zu können.
Die platonische Liebesbeziehung zwischen Suryn und Mutter Johanna wird in der Erzählung durch eine andere, ganz und gar nicht platonische Beziehung gleichsam verzerrt gespiegelt: Die Nonne Małgorzata, die als einziges Mitglied des Konvents keinerlei Zeichen dämonischer Besessenheit an den Tag legt, verliebt sich in den polnischen Edelmann Chrząszczewski und verbringt mit ihm eine Liebesnacht. Dieser verlässt sie am nächsten Morgen aber wieder, und Małgorzata bleibt in Verzweiflung zurück.

## Interpretationen
Mutter Johanna von den Engeln ist gekennzeichnet durch eine von Iwaszkiewicz bewusst eingesetzte Unbestimmtheit. Der Erzähler lässt offen, was die genauen Ursachen für Mutter Johannas Besessenheit sind: Sind es (in der erzählten Welt) wirkliche Dämonen, die von ihr Besitz ergriffen haben? Oder leidet sie eher an einer neurotischen Störung, die durch die klösterliche Enthaltsamkeit verursacht wurde? Möglicherweise täuscht sie ihre Besessenheit aber auch willentlich vor, um Aufmerksamkeit zu gewinnen? Der Text liefert keine eindeutigen Anhaltspunkte, welche dieser drei Interpretationen schlüssig sein könnte. Eindeutig ist am Ende nur, dass Suryns Liebe zu Mutter Johanna ihn ins Unglück stürzt und zum Mörder werden lässt.
Die Handlung von Mutter Johanna von den Engeln ist durch reale historische Ereignisse in der französischen Stadt Loudun inspiriert, wo es im 17. Jahrhundert zu einem Aufsehen erregenden Hexenprozess kam. Iwaszkiewicz verlegte den Ort der Handlung allerdings in ein kleines Städtchen namens Ludyń in der östlichen polnischen Provinz. Zudem setzt die Handlung nach den zentralen historischen Ereignissen ein: Suryn wird in das Dorf geschickt, nachdem der Hauptangeklagte des Prozesses bereits auf dem Scheiterhaufen verbrannt wurde.
Neben Iwaszkiewicz nahmen auch andere Künstler Bezug zu den Ereignissen un Loudun, so etwa Aldous Huxley in seinem Roman Die Teufel von Loudun, auf den sich wiederum Krzysztof Penderecki in seiner Oper Die Teufel von Loudun und Ken Russell in seinem Film Die Teufel beziehen.

## Verfilmungen
Die Erzählung wurde 1961 von Jerzy Kawalerowicz unter dem gleichnamigen Titel verfilmt.